# Francis Combe
Francis Combe (ur. 14 maja 1926 w Gonesse, zm. 15 kwietnia 1982 w Wersalu) – francuski polityk, działacz związkowy i gospodarczy, od 1979 do śmierci poseł do Parlamentu Europejskiego I kadencji.

## Życiorys
Działał w związku zawodowym branży piekarniczo-cukierniczej Confédération nationale de la boulangerie-pâtisserie française, od 1971 do 1982 pozostawał jego prezesem. Kierował zrzeszeniem izb handlowych departamentu Seine-et-Oise i następnie krajowym Assemblée Permanente des Chambres de Métiers. Od 1974 do 1977 szefował konfederacji izb rzemieślniczych na poziomie Wspólnot Europejskich, a następnie międzynarodową unią piekarzy i światowym zrzeszeniem rzemieślników i drobnych przedsiębiorców. W latach 1969–1979 członek Rady Ekonomicznej i Społecznej, państwowego organu doradczego. Zaangażował się w działalność polityczną w ramach Unii na rzecz Demokracji Francuskiej. W 1979 wybrano go posłem do Parlamentu Europejskiego, gdzie przystąpił do frakcji liberalno-demokratycznej. Należał do Komisji ds. Środowiska Naturalnego, Zdrowia Publicznego i Ochrony Konsumentów oraz Komisji ds. Gospodarczych i Walutowych.
Zmarł nagle w wyniku zawału serca.